# Bob vid olympiska vinterspelen 1994
Bob vid olympiska vinterspelen 1994

## Medaljörer
| Spel                          | Guld                                                                  | Silver                                                         | Brons                                                               |
| Herrar, fyramanna Detaljer... | Tyskland Harald Czudaj Karsten Brannasch Olaf Hampel Alexander Szelig | Schweiz Gustav Weder Donat Acklin Kurt Meier Domenico Semeraro | Tyskland Wolfgang Hoppe Ulf Hielscher Rene Hannemann Carsten Embach |
| Herrar, tvåmanna Detaljer...  | Schweiz Gustav Weder Donat Acklin                                     | Schweiz Reto Götschi Guido Acklin                              | Italien Günther Huber Stefano Ticci                                 |

## Två-manna
19-20 februari 1994
| Medalj | Lag                                                                            | Tid     |
| Guld   | Schweiz Gustav Weder, Donat Acklin                                             | 3:30.81 |
| Silver | Schweiz Reto Götschi, Guido Acklin                                             | 3:30.86 |
| Brons  | Italien Günther Huber, Stefano Ticci                                           | 3:31.01 |
| 4      | Tyskland Rudi Lochner, Markus Zimmermann                                       | 3:31.78 |
| 5      | Österrike Hubert Schösser, Thomas Schroll                                      | 3:31.93 |
| 6      | Storbritannien Mark Tout, Lennox Paul                                          | 3:32.15 |
| 7      | Kanada Pierre Lueders, David MacEachern & Tjeckien Jiří Džmura, Pavel Polomský | 3:32.18 |

## Fyr-manna
26-27 februari 1994
| Medalj | Lag                                                                              | Tid     |
| Guld   | Tyskland (Harald Czudaj, Karsten Brannasch, Olaf Hampel, Alexander Szelig)       | 3:27.78 |
| Silver | Schweiz (Gustav Weder, Donat Acklin, Kurt Meier, Domenico Semeraro)              | 3:27.84 |
| Brons  | Tyskland (Wolfgang Hoppe, Ulf Hielscher, René Hannemann, Carsten Embach)         | 3:28.01 |
| 4      | Österrike (Hubert Schösser, Gerhard Redl, Harald Winkler, Gerhard Haidacher)     | 3:28.40 |
| 5      | Storbritannien (Mark Tout, George Farrell, Jason Wing, Lennox Paul).             | 3:28.87 |
| 6      | Österrike (Kurt Einberger, Thomas Bachler, Carsten Nentwig, Martin Schützenauer) | 3:28.91 |
| 7      | Schweiz (Christian Meili, René Schmidheiny, Gerold Löffler, Christian Reich)     | 3:29.33 |
| 8      | Storbritannien (Sean Olsson, John Herbert, Dean Ward, Paul Field)                | 3:29.41 |

## Medaljställning
| Pl. | Nation   | Guld | Silver | Brons | Totalt |
| --- | -------- | ---- | ------ | ----- | ------ |
| 1   | Schweiz  | 1    | 2      | 0     | 3      |
| 2   | Tyskland | 1    | 0      | 1     | 2      |
| 3   | Italien  | 0    | 0      | 1     | 1      |